# All-Star Baseball
A All-Star Baseball baseballvideojáték-sorozat, melyet az Acclaim Studios Austin, az Acclaim Studios Manchester, a High Voltage Software, a KnowWonder és a Realtime Associates fejlesztett és az Acclaim Entertainment jelentett meg. A sorozat a Frank Thomas Big Hurt Baseball utódja, első tagja, az All-Star Baseball ’97 featuring Frank Thomas 1997. június 30-án jelent meg PlayStationre és Sega Saturnra, míg utolsó játéka, az All-Star Baseball 2005 2004. március 23-án PlayStation 2-re és Xboxra. A sorozat reklámarca 1999. és 2004. között Derek Jeter New York Yankees-beálló volt.

## Játékok
| Cím | Részletek |
| --- | --- |
| All-Star Baseball ’97 featuring Frank Thomas Első megjelenés: - US 1997. június 30. | Megjelenés platformok szerint: 1997—PlayStation, Sega Saturn |
| All-Star Baseball ’97 featuring Frank Thomas Első megjelenés: - US 1997. június 30. | Megjegyzések: - az Iguana Entertainment fejlesztette és az Acclaim Entertainment jelentette meg az Acclaim Sports sportdivíziója alatt - a játékhoz a sorozat összes többi tagjához hasonlóan a Major League Baseball Players Association- és a Major League Baseball-licencet is megváltották - a játék kommentátora Jon Miller - a játék borítóján Frank Thomas Chicago White Sox-egyesvédő szerepel |
| All-Star Baseball 99 Első megjelenés: - US 1998. május 27. - EU 1998. augusztus 1. (N64) | Megjelenés platformok szerint: 1998—Game Boy, Nintendo 64 |
| All-Star Baseball 99 Első megjelenés: - US 1998. május 27. - EU 1998. augusztus 1. (N64) | Megjegyzések: - a Nintendo 64-verziót az Iguana Entertainment, míg a Game Boy-kiadást a Realtime Associates Seattle Division fejlesztette és az Acclaim Entertainment jelentette meg az Acclaim Sports sportdivíziója alatt - a játék kommentátora John Sterling, szakkommentátora Michael Kay - a játék borítóján Larry Walker Colorado Rockies-külsővédő szerepel |
| All-Star Baseball 2000 Első megjelenés: - US 1999. április 8. (N64) - US 1999. május (GBC) - EU 1999. május                                                                                            | Megjelenés platformok szerint: 1999—Game Boy Color, Nintendo 64 |
| All-Star Baseball 2000 Első megjelenés: - US 1999. április 8. (N64) - US 1999. május (GBC) - EU 1999. május                                                                                            | Megjegyzések: - a Nintendo 64-verziót az Iguana Entertainment, míg a Game Boy Color-kiadást a Realtime Associates Seattle Division fejlesztette és az Acclaim Entertainment jelentette meg az Acclaim Sports sportdivíziója alatt - a játéknak egy Windows-átirata is készült, azonban az végül nem jelent meg - a játék kommentátora John Sterling, szakkommentátora Michael Kay - a játék borítóján Derek Jeter New York Yankees-beálló szerepel |
| All-Star Baseball 2001 Első megjelenés: - US 2000. március 31. (N64) - US 2000. június (GBC) | Megjelenés platformok szerint: 2000—Game Boy Color, Nintendo 64 |
| All-Star Baseball 2001 Első megjelenés: - US 2000. március 31. (N64) - US 2000. június (GBC) | Megjegyzések: - a Nintendo 64-verziót a High Voltage Software, mig a Game Boy Color-kiadást a KnowWonder fejlesztette és az Acclaim Entertainment jelentette meg az Acclaim Sports sportdivíziója alatt - a kiadó azért bízott meg külsős cégeket a játék elkészítésével, hogy a belsős stúdióiknak kétszer annyi ideje legyen elkészíteni a sorozat következő tagját - a játék kommentátora John Sterling, szakkommentátora Michael Kay - a játék borítóján Derek Jeter New York Yankees-beálló szerepel                                                                             |
| All-Star Baseball 2002 Első megjelenés: - US 2001. március 17. (PS2) - EU 2001. május 25. (PS2) - JP 2001. október 4. (PS2) - US 2001. november 18. (GCN)                                              | Megjelenés platformok szerint: 2001—Nintendo GameCube, PlayStation 2 |
| All-Star Baseball 2002 Első megjelenés: - US 2001. március 17. (PS2) - EU 2001. május 25. (PS2) - JP 2001. október 4. (PS2) - US 2001. november 18. (GCN)                                              | Megjegyzések: - a játékot az Acclaim Studios Austin fejlesztette és az Acclaim Entertainment jelentette meg az Acclaim Sports sportdivíziója alatt - a játék kommentátora John Sterling, szakkommentátora Bob Brenly, stadionbemondója Chuck Morgan - a játék borítóján Derek Jeter New York Yankees-beálló szerepel |
| All-Star Baseball 2003 Első megjelenés: - US 2002. március 7. (GCN, PS2, Xbox) - US 2002. május 7. (GBA) - EU 2002. május 31. (Xbox) - JP 2002. augusztus 8. (GCN, Xbox) - JP 2002. november 14. (PS2) | Megjelenés platformok szerint: 2002—Game Boy Advance, Nintendo GameCube, PlayStation 2, Xbox |
| All-Star Baseball 2003 Első megjelenés: - US 2002. március 7. (GCN, PS2, Xbox) - US 2002. május 7. (GBA) - EU 2002. május 31. (Xbox) - JP 2002. augusztus 8. (GCN, Xbox) - JP 2002. november 14. (PS2) | Megjegyzések: - a játék otthoni konzolos verzióit az Acclaim Studios Austin, míg a Game Boy Advance-kiadást a Software Creations fejlesztette és az az Acclaim Entertainment jelentette meg az Acclaim Sports sportdivíziója alatt - a játék kommentátora John Sterling, szakkommentátora Steve Lyons, stadionbemondója Chuck Morgan - a játék borítóján Derek Jeter New York Yankees-beálló szerepel |
| All-Star Baseball 2004 Első megjelenés: - US 2003. február 28. (GBA, NGC, Xbox) - US 2003. március 4. (PS2) - US 2003. május (Win) - EU 2003. május 2. (PS2)                                           | Megjelenés platformok szerint: 2002—Game Boy Advance, Nintendo GameCube, PlayStation 2, Xbox |
| All-Star Baseball 2004 Első megjelenés: - US 2003. február 28. (GBA, NGC, Xbox) - US 2003. március 4. (PS2) - US 2003. május (Win) - EU 2003. május 2. (PS2)                                           | Megjegyzések: - a játék otthoni konzolos verzióit az Acclaim Studios Austin, míg a Game Boy Advance-kiadást az Acclaim Studios Manchester fejlesztette és az Acclaim Entertainment jelentette meg az Acclaim Sports sportdivíziója alatt - a játék angol nyelvű kommentátora John Sterling, szakkommentátora Steve Lyons, stadionbemondója Chuck Morgan - a játék amatőr spanyol nyelvű hangkommentárt is kapott, ezzel az All-Star Baseball 2004 lett az első spanyol nyelvű hangkommentárt tartalmazó videójáték - a játék borítóján Derek Jeter New York Yankees-beálló szerepel   |
| All-Star Baseball 2005 Első megjelenés: - US 2004. március 23. (Xbox) - US 2004. április 8. (PS2) | Megjelenés platformok szerint: 2004—PlayStation 2, Xbox |
| All-Star Baseball 2005 Első megjelenés: - US 2004. március 23. (Xbox) - US 2004. április 8. (PS2) | Megjegyzések: - az Acclaim Studios Austin fejlesztette és az Acclaim Entertainment jelentette meg az Acclaim Sports sportdivíziója alatt - a játék angol nyelvű kommentátora John Sterling, szakkommentátora Steve Lyons, stadionbemondója Chuck Morgan - a játék spanyol nyelvű kommentátora Oscar Soria - a Major League Players Association alig több, mint 3 hónappal a játék megjelenése után azonnali hatállyal visszavonta a licencét, mivel a kiadó nem fizette ki az eladott példányok után járó jogdíjakat - a játék borítóján Derek Jeter New York Yankees-beálló szerepel |